# Даг Скерет
Даг Скеретт (англ. Doug Scarratt) — британський рок-гітарист. З 1995 року — музикант гурту Saxon. Стиль гри Доуга дещо відрізняється від стилів інших гітаристів. Значна швидкість гри, чіткість звуку, неодноманітність — завдяки цим якостям Скеретта вважають своєрідним «диктатором» рок-музики.